# Direktorium (stavovské povstání)

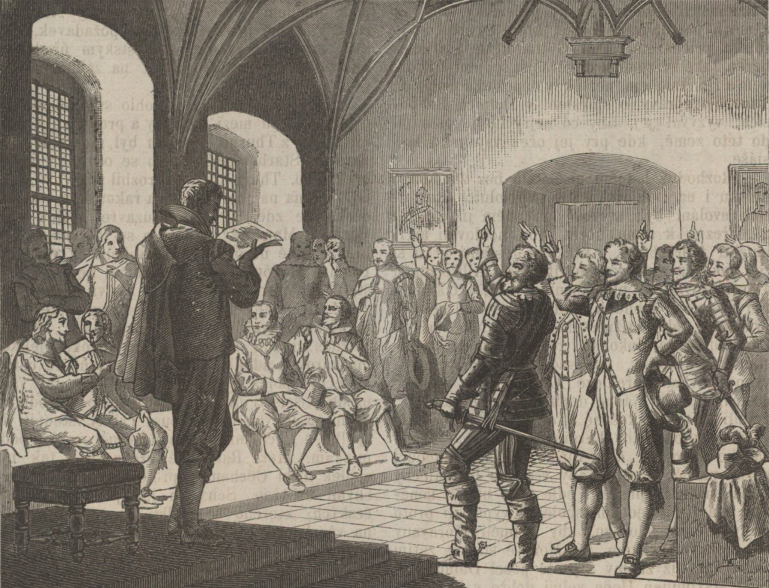
Poslední konferance v koruně české (ilustrace J. Scheiwla, Česko-moravská kronika, 1881)

Direktorium (z latinského slova diregere – určovat směr, vést) bylo třicetičlenný sbor nekatolických placených direktorů, správců a radů během českého stavovského povstání, který tvořil prozatímní vládu s právem svolávat zemskou hotovost a stavovské sjezdy a vyjednávat s německými kurfiřty a knížaty. Tento nový vládní orgán nahradil sbor místodržitelů a zemské úřady.
Jako orgán českých stavů vzniklo už 26. června 1609. Na Rudolfu II. si vymohlo vydání Majestátu (9. července 1609) a zvolení defenzorů. Bylo obnoveno den po defenestraci 24. května 1618 na sjezdu defenzorů a sestávalo z 30 direktorů, po deseti za každý stav (vyšší šlechta, nižší šlechta, měšťanstvo). Jeho členy byli zástupci významných a vlivných šlechtických rodů (Lobkowiczové, Kinští, Czerninové). Do čela byl postaven Václav Vilém z Roupova. Obdobně bylo direktorium zvoleno i na Moravě po připojení k povstání 2. května 1619, prvním předsedou moravského direktoria byl Václav z Roupova (starší příbuzný prezidenta českého direktoria).
Direktorium již 25. května 1618 schválilo dokument Druhá apologie stavův Království českého, jehož konečné úpravy provedl právník Martin Fruwein. Na 8. července 1619 svolalo direktorium do Prahy  generální sněm, uzavřelo konfederaci stavů zemí Koruny české a Rakouska a na zemském sněmu v srpnu 1619 se vyslovilo pro sesazení Ferdinanda II. (císař 1619–1637) a zvolení Fridricha Falckého českým králem (1619–1620). Jeho korunovací 4. listopadu 1619 byla činnost direktoria ukončena. Po Bílé hoře byli direktoři tvrdě potrestáni, mnozí byli popraveni na Staroměstském náměstí 21. června 1621. Krátce bylo direktorium obnoveno během saského vpádu do Čech 1631, avšak pro odpor saského kurfiřta Jana Jiřího I. (kurfiřtem 1611–1656) faktickou moc neprosadilo.

## Seznam direktorů Českého království a jejich tresty
| „                            | [1618] Po zrušení místodržících obnovili sobě stavové defenzory podle majestátu a vyvodili ze svého středu direktory, tak je titulovali, ze tří stavů Království českého, třicet osob k spravování země a potřeb jim náležitých. Ty všechny věci, které se tak v Království českém dály, byly daleko rozhlášeny s pohrůžkami a žalobami. Direktoři rozposílali po krajích patenty, otevřené listy, jimiž citovali k nedělnímu a pondělnímu dni po památce svaté Trojice na Pražský hrad, kde se jich sjelo nemálo. Zde opakovali své stížnosti a nastávající nebezpečenství, i to uznali, že Jeho Milost Císařská velkou stížnost proti nim nese, a uradili se a nařídili vojenskou veřejnost a utvrdili berně. Od některých evangelických knížat, též od Moravanů a Slezanů, pomoc vyhledávali. | “ |
| — Mikuláš Daczický z Heslowa | |   |

### Prezident
- Václav Vilém z Roupova († 20. 9. 1641 Litoměřice) – k této pozici mu dopomohl fakt, že byl vzdělaný, byl Budovcovým žákem a pokračovatelem a přiženil se do rodiny Smiřických.[3]

### Panský stav

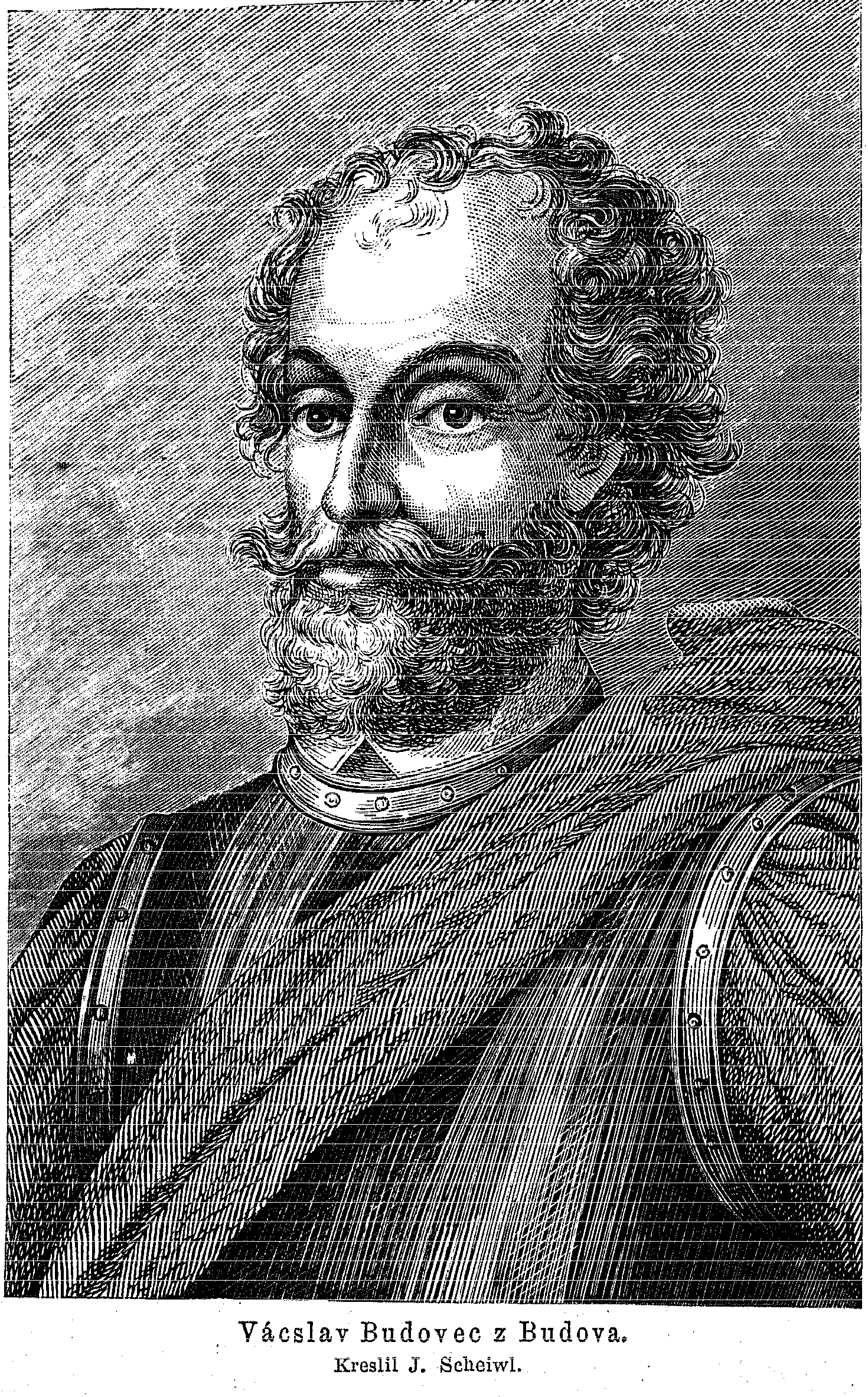
Václav Budovec z Budova

- 1. Bohuchval Berka z Dubé a Lipé – císařský rada, nejvyšší purkrabí (1619–1620); uprchl
- 2. Vilém starší Popel z Lobkowicz na Horšovském Týně (1567–1626 Zbiroh) – císařský rada, nejvyšší hofmistr (1619–1620); trest smrti změněn na vězení na hradě Zbiroh, 1622 propuštěn [5]
- 3. Pavel z Říčan – císařský rada; doživotní vězení na hradě Zbiroh, propuštěn v roce 1627, avšak zanedlouho zemřel
- 4. Petr II. ze Švamberka († 24. 9. 1620 Praha) – císařský rada, nejvyšší dvorský sudí (1619–1620); zemřel během povstání
- 5. Václav Vilém z Roupova († 20. 9. 1641 Litoměřice) – prezident direktoria, císařský rada a komorník, nejvyšší kancléř (1619–1620); uprchl
- 6. Jáchym Ondřej Šlik (9. 9. 1569 Ostrov – 21. 6. 1621 Praha; bratr Jana Albína) – císařský rada, nejvyšší zemský sudí (1619–1620); popraven
- 7. Václav Budovec z Budova (28. 8. 1551 Červené Janovice – 21. 6. 1621 Praha) – císařský rada, prezident rady nad apelacemi (1619–1620); popraven
- 8. Jan Albín Šlik (1579 – po 1628 Cvikov) – v únoru 1621 uprchl z Čech do Bayreutsko-Kulmbašska
- 9. Vilém z Vchynic a Tetova (1574 – 25. 2. 1634 Cheb, zavražděn spolu s Albrechtem z Valdštejna) – císařský komorník a nejvyšší lovčí Českého království; odstěhoval se do Saska
  - Radslav mladší z Vchynic a Tetova (1582–1660) – dodatečně v červnu 1618 zvolen místo svého pasívního bratra
- 10. Albrecht Jan Smiřický ze Smiřic (17. 12. 1594 Hrubá Skála – 18. 11. 1618 Praha) – zemřel během povstání
  - Václav starší Berka z Dubé – dodatečně zvolen místo zemřelého Smiřického

### Rytířský stav

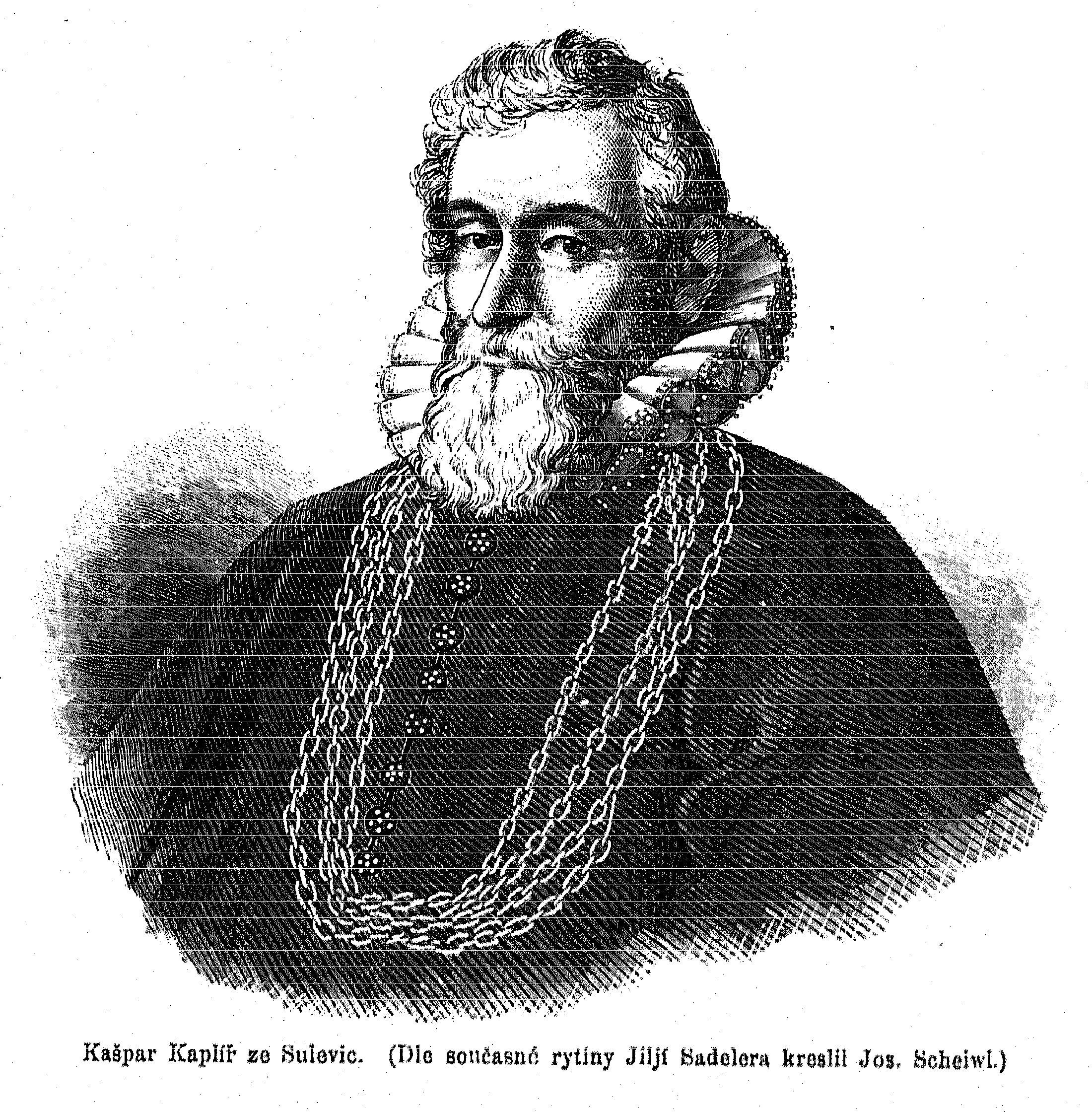
Kašpar Kaplíř ze Sulevic, nejstarší popravený (86 let) během Staroměstské exekuce 21. června 1621

- 11. Kašpar Kaplíř ze Sulevic (1535 – 21. 6. 1621 Praha) – císařský rada, purkrabí kraje hradeckého (1615–1619), nejvyšší písař (1619–1620); popraven
- 12. Prokop Dvořecký z Olbramovic († 21. 6. 1621 Praha) – císařský rada, podkomoří (1619–1620); popraven
- 13. Oldřich Gersdorf z Gersdorfu – císařský rada; zemřel 1620
- 14. Fridrich z Bílé († 21. 6. 1621 Praha) – císařský rada, purkrabí kraje hradeckého (1620); popraven
- 15. Kryštof Fictum z Fictum – císařský rada; zemřel 1619 
  - Bohuslav z Michalovic (1565 – 21. 6. 1621 Praha) – dodatečně zvolen místo zemřelého Fictuma; popraven
- 16. Jindřich Otta z Losu (1541 – 21. 6. 1621 Praha) – císařský rada, podkomoří králové (1619–1620); popraven
- 17. Albrecht Pfeferkorn z Ottrpachu – císařský rada; zemřel 1619
- 18. Humprecht st. Czernin z Chudenic (1570–1632) – místokomorník Českého království; omilostněn
- 19. Šťastný Václav Pětipeský z Chýš a Eggerberku (asi 1582 – 25. 7. 1638 Praha) – omilostněn
- 20. Petr Milner z Milhauzu – císařský rada nad apelacemi na Pražském hradě, místokancléř (1620)

### Městský stav
a/ Staré Město pražské
- 21. Martin Fruwein z Podolí (Schmiedeberg, Svídnické knížectví – 21. 6. 1621 Praha; bratr Benjamina, Friedrichem Falckým povýšen do rytířského stavu[6][7]) – císařský služebník; zemřel pádem do Jeleního příkopu[8]
- 22. Jan Theodor Sixt z Ottersdorfu – snad omilostněn. Syn Sixta z Ottersdorfu patrně uprchl do Saska.
- 23. Daniel Škréta Šotnovský ze Závořic – sekretář české komory; uprchl
- 24. Jan Oršinovský z Firštenfeldu – uprchl

b/ Nové Město pražské
- 25. Valentin Kochan z Prachové (1561 Strakonice – 21. 6. 1621 Praha) – popraven
- 26. Tobiáš Štefek z Koloděj († 21. 6. 1621 Praha) – popraven
- 27. Václav Písecký z Granichfeldu – uprchl

c/ Menší Město pražské
- 28. Kryštof st. Khober z Khoberšperku († 21. 6. 1621 Praha) – popraven

d/ Kutná Hora
- 29. Jan st. Šultys z Felsdorfu (1560 Slaný – 21. 6. 1621 Praha) – popraven

e/ Žatec
- 30. Maxmilián Hošťálek z Javořice (1564 Žatec – 21. 6. 1621 Praha) – popraven

### Sekretář
- Benjamin Fruwein z Podolí (1550–1637; bratr Martina) – uprchl (později konvertoval ke katolické víře, byl omilostněn vrátil se a vstoupil do služeb císaře, který jej za spolupráci povýšil do rytířského stavu)

### Původ direktorů podle krajů
Z celkem 23 šlechtických direktorů (i s třemi dodatečně zvolenými) jich pocházelo
- 5 z Boleslavska: Václav Budovec z Budova, Bohuchval Berka z Dubé, Václav Šťastný Pětipeský, Jáchym Ondřej Šlik, Václav st. Berka z Dubé
- 5 z Litoměřicka: Václav Vilém z Roupova, Prokop Dvořecký z Olbramovic, Fridrich z Bílé, Vilém ze Vchynic a Radslav ze Vchynic
- 3 ze Žatecka: Kryštof Fictum, Jan Albín Šlik (zakoupen též na Loketsku a Boleslavsku), Bohuslav z Michalovic
- 2 ze Slánska: Petr Milner z Milhauzu (zakoupen též na Boleslavsku) a Albrecht Pfefferkorn
- 2 z Bechyňska: Petr II. ze Švamberka, Kašpar Kaplíř ze Sulevic (zakoupen i na Kouřimsku)
- 2 z Podbrdska: Oldřich Gerštorf z Gerštorfu a Jindřich Otta z Losu
- 2 z Plzeňska: Vilém starší Popel z Lobkowicz, Humprecht Czernin z Chudenic
- 1 z Prácheňska: Pavel z Říčan.
- 1 z Hradecka: Albrecht Jan Smiřický ze Smiřic (zakoupen též na Boleslavsku a Kouřimsku)

Z tohoto přehledu vyplývá, že naprosto rozhodující postavení měly severní Čechy (boleslavský a litoměřický kraj), kde bylo zakoupeno deset direktorů.

### Náboženské vyznání direktorů
- jednota bratrská: Václav Budovec z Budova, Václav Vilém z Roupova, Martin Fruwein z Podolí – tito čtyři se přímo podíleli na přípravě defenestrace[10]; dále: Jindřich Otta z Losu, Jan Theodor Sixt z Ottersdorfu, Benjamin Fruwein z Podolí – sekretář.
- novoutrakvisté: Albrecht Jan Smiřický ze Smiřic.
- luteráni: Jáchym Ondřej Šlik, Jan Albín Šlik, Kašpar Kaplíř ze Sulevic, Kryštof Fictum z Fictum, Vilém starší Popel z Lobkowicz.

## Seznam direktorů Moravského markrabství

### Předsedové
- 1. Vilém z Roupova na Znojemském hradě – starší příbuzný prezidenta českého direktoria
- 2. Pertold Bohobud z Lipé na Moravském Krumlově (1590 – 1643 Skalica)
- 3. Rudolf Šlejnic na Novém Meziříčku
- 4. Jiří Bruntálský z Vrbna na Helfštýně
- 5. Albrecht Sedlnický z Choltic na Čechách
- 6. Karel z Kounic na Ždánicích
- 7. Kryštof z Říčan na Budíškovicích
- 8. (opět) Jiří Bruntálský z Vrbna na Helfštýně

### Panský stav
- Pertold Bohobud z Lipé na Moravském Krumlově († 1643) – 2. předseda direktoria, po jeho skončení nejvyšší lovčí
- Vilém z Roupova na Znojemském hradě – 1. předseda direktoria
- Jiří Bruntálský z Vrbna na Helfštýně
- Kryštof z Říčan na Budíškovicích
- Rudolf Šlejnic ze Šlejnic na Novém Meziříčku
- Albrecht Sedlnický z Choltic na Čechách
- Zdeněk IV. Brtnický z Valdštejna (12. 5. 1581/1582 – 24. 6. 1623 Špilberk)
- Fridrich z Kounic na Slavkově
- Jindřich Václav z Thurnu na Letovicích
- Jan Bernard z Kunovic na Ostrohu
- Jindřich Zahrádecký ze Zahrádek na Jemnici
- Václav Mol z Modřelic na Hranicích
- Karel Kryštof Sedlnický na Dívčích Hradech
- Karel z Kounic na Ždánicích
- Volf Zikmund Jankovský z Vlašimi na Budči
- Jan ml. Bruntálský z Vrbna

### Rytířský stav
- Jan Čejka z Olbramovic na Nových Syrovicích († 8. 7. 1623 Brno)
- Hanuš Petřvaldský z Petřvaldu
- Kryštof Blekta z Útěchovic a na Beranově
- Viktorin Žernovský z Žernoví
- Kryštof Ulersdorfer z Němčího na Žeranovicích
- Václav Bítovský z Bítova (před 1580 – 27. 3. 1628 Brno) – popraven
- Hanuš Ludvík Krokvicar z Nové Vsi na Písečné
- Jiří Zahrádecký ze Zahrádek na Hrotovicích († 1627)
- Jan Skrbenský z Hříště na Fulneku
- Vilém Munka z Ivančic na Moravci
- Pavel Olbram ze Štěkře
- Jindřich Vodický z Jemník
- Jan starší Kobylka z Kobylího na Sovinci (1545–1630)
- Bernard ze Zástřizl na Haňovicích

### Městský stav
a/ Olomouc
- Václav Lužický
  - Jan Obrštorfar - nahradil Lužického

b/ Brno
- Eliáš Netolička

c/ Znojmo
- Fridrich Mainrad

d/ Jihlava
- Jan Hynek z Velinova
  - Jiří Menší - později

d/ Uherské Hradiště
- Fridrich Mužík